# Elyakhin
Elyakhin (hebreiska: אליכין) är en ort i Israel.   Den ligger i distriktet Centrala distriktet, i den norra delen av landet. Elyakhin ligger 36 meter över havet och antalet invånare är 2 728.
Terrängen runt Elyakhin är platt, och sluttar västerut. Runt Elyakhin är det tätbefolkat, med 762 invånare per kvadratkilometer. Närmaste större samhälle är Hadera, 4,2 km nordväst om Elyakhin. Trakten runt Elyakhin består till största delen av jordbruksmark.